# بولشوي لوغ (إركوتسك)
بولشوي لوغ (بالروسية: Большой Луг) هي مدينة في مقاطعة إركوتسك أوبلاست في روسيا.